# 中尾俊夫
中尾 俊夫（なかお としお、1934年2月13日 - 2000年5月13日）は、日本の言語学者、英語学者。

## 来歴
神奈川県横浜市生まれ。東京教育大学卒、1961年同大学院博士課程満期退学、1975年「後期中英語の強勢音韻論」で東京教育大学文学博士。宇都宮大学講師、助教授、津田塾大学助教授、教授。
2000年5月13日、肺癌のため死去。

## 著書
- 『英語学大系 第9巻 英語史 2』大修館書店 1972
- 『The prosodic phonology of late middle English』篠崎書林、1977
- 『英語発達史』篠崎書林 1979
- 『英語学大系 第11巻　音韻史』大修館書店 1985
- 『英語の歴史』講談社現代新書 1989
- 『音韻における通時的普遍 最小変化の原理』リーベル出版 1996
- 『変化する英語』児馬修,寺島廸子編 ひつじ書房 2003

### 共著・編
- 『英語学大系 第8巻 英語史 1』小野茂共著 大修館書店 1980
- 『Historical Studies in Honour of Taizo Hirose : a Memory Volume Dedicated with Respect and Affection by His Students and Friends』編　研究社 c1987
- 『図説英語史入門』寺島廸子共著 大修館書店 1988
- 『歴史的にさぐる現代の英文法』児馬修共編著 大修館書店 1990
- 『社会言語学概論 日本語と英語の例で学ぶ社会言語学』日比谷潤子,服部範子共著 くろしお出版 1997

## 参考
- 『変化する英語』著者紹介
- 『人物物故大年表』